# Карло Вінья
Карло Вінья (італ. Carlo Vigna, 26 червня 1838, Сан-Джорджо-Канавезе - 6 жовтня 1890, Рим) - італійський військовий інженер, кораблебудівник та політик.

## Біографія
Карло Вінья народився 26 червня 1838 року у місті Сан-Джорджо-Канавезе. У 1859 році закінчив Туринський університет за фахом  інженерії та цивільної архітектури. Вступив до Корпусу інженерів - конструкторів військових кораблів (італ. Corpo degli ingegneri construttori navali) військово-морських сил Сардинського королівства. у 1861 році вступив до складу новостворених Королівських військово-морських сил Італії у званні інженера 3-го класу. 
У 1867 році отримав звання інженера 1-го класу. Контролював будівництво нових кораблів для італійського флоту на верфях Бордо та Ліворно. Протягом 1871-1874 років був відряджений до Франції для контролю робіт для ВМС Італії. З 1874 року був переведений до Міністерства військово-морських сил, де очолив Технічний департамент. Протягом 1880-1881 років був директором з будівництва кораблів в Арсеналі Венеції, протягом 1882-1884 років - в Арсеналі Неаполя.
У 1884 році Карло Вінья був переведений до Риму,де став членом Комітету розробки військових кораблів (італ. Comitato dei disegni delle navi). У цей період під його керівництвом була розроблена значна кількість кораблів для італійського флоту, зокрема крейсер «Марко Поло», крейсери типів «Етна», «Партенопе»,  «Флавіо Джоя».
У 1880 році Карло Вінья був обраний членом парламенту.
Помер 6 жовтня 1890 року у Римі.

## Нагороди
- Командор Ордена Корони Італії
- Командор Ордена Святих Маврикія та Лазаря